# 동이천 나들목
동이천 나들목(E.Icheon IC)은 경기도 여주시 가남읍 상활리와 이천시 부발읍 송온리에 걸쳐 설치될 예정인 영동고속도로의 나들목이다. 2025년에 개통될 예정이다.

## 역사
- 2020년 9월 16일 : 2025년 8월까지 동이천 나들목 설치공사를 위해 경기도 여주시 가남읍 상활리, 이천시 부발읍 송온리 2.7km 구간 도로구역 변경[1]

## 구조물 정보
- 위치 : 경기도 여주시 가남읍 상활리, 이천시 부발읍 송온리

## 접속하는 도로
- 국도 제3호선 (성남이천로)